# NGC 1440
NGC 1440 је спирална галаксија у сазвежђу Еридан која се налази на NGC листи објеката дубоког неба.
Деклинација објекта је - 18° 15' 59" а ректасцензија 3h 45m 2,9s. Привидна величина (магнитуда) објекта NGC 1440 износи 11,6 а фотографска магнитуда 12,6. Налази се на удаљености од 18,2000 милиона парсека од Сунца. NGC 1440 је још познат и под ознакама NGC 1442, NGC 1458, MCG -3-10-43, ESO 549-10, PGC 13752.